# Tần Huệ công (Xuân Thu)
Tần Huệ công (chữ Hán: 秦惠公, trị vì 500 TCN-492 TCN), là vị vua thứ 20 của nước Tần - chư hầu nhà Chu trong lịch sử Trung Quốc.
Tần Huệ công là cháu nội của Tần Ai công, vua thứ 19 của nước Tần. Do cha ông mất sớm nên Huệ công trở thành người kế vị ông nội. Năm 501 TCN, Tần Ai công qua đời, Huệ công lên nối ngôi.
Sử ký không ghi rõ những hành trạng của ông và các sự kiện liên quan đến nước Tần trong thời gian ông ở ngôi.
Năm 492 TCN, Huệ công mất, ở ngôi 9 năm. Con ông là Tần Điệu công lên nối ngôi.